# IHU-варіант SARS-CoV-2
IHU-варіант SARS-CoV-2, також відомий як лінія поколінь B.1.640.2 варіант вірусу SARS-CoV-2, уперше ідентифікований в жовтні 2021 у Франції у особи, що незадовго до цього повернулася з Камеруну і заразила 12 осіб. Лінія поколінь B.1.640, що включає в себе і B.1.640.2, була визначена Всесвітньою організацією охорони здоров’я як така, що потребує моніторингу 22 листопада 2021 року. Однак ВООЗ повідомила, що лінія поколінь B.1.640.2 поширюється набагато повільніше, ніж варіант Омікрон, і тому не викликає занепокоєння.